# Anacondaz
Anacondaz — російський реп-рок-гурт, заснований 2009 року у Астрахані.

## Історія
Гурт засновано у Астрахані 2009 року. Після запису дебютного альбому «Смачные ништяки» група почала їздити з гастролями, в тому числі і в Москву. У 2010 році переїхали до Москви, де живуть донині. Тут же відбулося знайомство з відомим російським репером Noize MC, яке згодом вилилося в запис спільної пісні.
Період з 2012 по 2013 рік ознаменувався випуском альбому «Дети и радуга», а також його перевиданням, доповненим новими треками, 2013 року. Були проведені два концертні тури «GoldenVoblaTour» і «ГрехТур» восени/навесні 2012-2013 років містами Росії, України та Білорусі. Крім того, група виступала на найбільших літніх фестивалях: «Kubana», «Казантип» і «Доброфест» тощо.
2014 року група випускає новий альбом «Без Паники», гроші на мастеринг якого були зібрані за допомогою краудфандінга. Випуск альбому супроводжував масштабний концертний тур Росією та Україною.
Навесні 2015 групою були випущені три сингли з майбутньої платівки — «Вызывай», «Бесит» і «Мотоципл», а вже восени світ побачив альбом «Байки инсайдера».
2017 року гурту Anacondaz було заборонено в’їзд на територію України на три роки після концерту на території Криму. В інтерв'ю журналісту Юрію Дудю учасники гурту визнали це помилкою, яка сталася через незнання законів України, та сказали, що засуджують аннексію Криму російською владою. Так, в альбомі «Я тебя никогда» 2019 року є пісня «Не курю», яка на прикладі аб'юзивних стосунків алегорично зображує агресію Росії щодо України. 
У 2021 році, коли строк заборони в'їзду вичерпався, гурт провів тур по Україні. 
У своїх піснях гурт часто засуджує путінський режим («Пусть они умрут», «Всё хорошо», «Уходи» та інші). 
У січні 2021 учасники гурту відвідували мітинги на підтримку Олексія Навального та записали відеозвернення з вимогою звільнення ув'язненого опозиціонера.
З початку повномасштабного вторгнення Росії в Україну висловилися в підтримку України та засудили дії Росії. Після цього гурт потрапив до списку «небажаних» виконавців та всі їхні концерти в Росії стали скасовуватися.

## Учасники гурту

### Теперішні учасники
- Сергій «Сєга» Карамушкін — вокал, речитатив
- Артем Хорєв — речитатив
- Ілля «Капітан Скажений Пес» Погребняк — гітара
- Євген «Євгей» Форманенко — бас
- Євген Стадніченко — ударні

## Дискографія

### Студійні альбоми
- 2009 — «Смачные ништяки»
- 2012 — «Дети и радуга» (перевидання в 2013)
- 2014 — «Без паники»[5]
- 2015 — «Байки инсайдера»
- 2017 — «Выходи за меня»
- 2018 — «Я тебя никогда»
- 2021 — «Перезвони мне +79995771202» (перевидання в 2022)

### EP
- 2011 — «Эволюция»
- 2019 — «Мои дети не будут скучать»

### Концертні альбоми
- 2018 — «Акустика Live»

### Сингли
- 2015 — «Вызывай»
- 2015 — «Бесит»
- 2015 — «Мотоципл»
- 2017 — «Поезда»
- 2017 — «Ангел»
- 2017 — «Двое» (feat. Animal ДжаZ)
- 2017 — «Ненавижу» (Video Edit)
- 2018 — «Ты знаешь, кто он»
- 2019 — «Иди за второй» (feat. Макс Гірко)
- 2019 — «Синий кит» (feat. Horus)
- 2019 — «Ты особенный» (feat. Грязь)
- 2020 — «Не норм»
- 2020 — «Сядь мне на лицо» (feat. Кис-Кис)
- 2021 — «Метафизика» (feat. Заточка)

### Саундтреки
- 2013 — «Один из ста» (OST «Супер Макс»)
- 2017 — «Как танк!» (OST World of Tanks Blitz)

## Відеокліпи
| Рік  | Назва                                                     | Режисер(и)                 | Альбом                     |
| ---- | --------------------------------------------------------- | -------------------------- | -------------------------- |
| 2011 | «69» на YouTube                                           | Руслан Пелих               | Эволюция                   |
| 2012 | «Трус» на YouTube (допрацьований та опублікований у 2021) | Ірина Бичкова              | Дети и радуга              |
| 2013 | «Круглый год» на YouTube                                  | Олександр Маков            | Дети и радуга              |
| 2013 | «Беляши» на YouTube                                       | Олександр Маков            | Дети и радуга              |
| 2013 | «Семь миллиардов» на YouTube                              | Олександр Маков            | Без паники                 |
| 2014 | «Против системы» на YouTube                               | Олег Rooz                  | Без паники                 |
| 2014 | «Акуле плевать» на YouTube                                | Роман Трофимов             | Без паники                 |
| 2014 | «Член» на YouTube                                         | Ілля Прусікін, Аліна Пязок | Без паники                 |
| 2015 | «Вызывай» (п.у. DJ Mos) на YouTube                        |                            | Байки инсайдера            |
| 2015 | «Бесит» на YouTube                                        | Аліна Пязок                | Байки инсайдера            |
| 2015 | «Мотоципл» на YouTube                                     | Володимир Болгов           | Байки инсайдера            |
| 2015 | «Мне мне мне» на YouTube                                  | Аліна Пязок                | Байки инсайдера            |
| 2015 | «Пока не готов» (за участі «Саша rAP») на YouTube         | Anacondaz                  | Байки инсайдера            |
| 2015 | «Узор» на YouTube                                         |                            | Байки инсайдера            |
| 2016 | «Мама, я люблю» на YouTube                                | Вадим Шатров               | Байки инсайдера            |
| 2016 | «Поезда» на YouTube                                       | Володимир Болгов           | Выходи за меня             |
| 2017 | «БДСМ» на YouTube                                         | Володимир Ракша            | Выходи за меня             |
| 2017 | «Спаси, но не сохраняй» на YouTube                        | Олег Rooz                  | Выходи за меня             |
| 2017 | «Ангел» на YouTube                                        | Володимир Болгов           | Выходи за меня             |
| 2017 | «Двое» (feat. Animal ДжаZ) на YouTube                     | Савл Норвегов              | Шаг Вдох: Трибьют          |
| 2017 | «Ненавижу» на YouTube                                     | Валентин Рудаков           | Выходи за меня             |
| 2018 | «Ты знаешь, кто он» на YouTube                            | Савл Норвегов              | Я тебя никогда             |
| 2018 | «Дубак» на YouTube                                        | Валентин Рудаков           | Я тебя никогда             |
| 2018 | «Ни капли не больно» на YouTube                           | Павло Клінг, Андрій Клінг  | Я тебя никогда             |
| 2019 | «Твоему новому парню» на YouTube                          | Дмитро Булгаков            | Я тебя никогда             |
| 2019 | «Иди за второй» (feat. Макс Гірко) на YouTube             | Олексій Ломов              | И в хардкоре и в радости   |
| 2019 | «Пусть они умрут» (feat. Noize MC) на YouTube             | Володимир Болгов           | Мои дети не будут скучать  |
| 2020 | «Не норм» на YouTube                                      | Володимир Болгов           | Перезвони мне +79995771202 |
| 2020 | «Сядь мне на лицо» (feat. Кис-Кис) на YouTube             | Володимир Болгов           | Перезвони мне +79995771202 |
| 2021 | «Девочка-деньги» на YouTube                               | Влад Каптур                | Перезвони мне +79995771202 |
| 2021 | «Серым» на YouTube                                        | Володимир Болгов           | Перезвони мне +79995771202 |

## Співпраця
| Виконавець / гурт   | Пісня                             | Альбом                                   | Рік випуску | участь |
| ------------------- | --------------------------------- | ---------------------------------------- | ----------- | ------ |
| Барни и Лёня        | Бескультурье в стране             | Интересные собеседники                   | 2010        | feat   |
| Printa              | Рестарт                           | Восемь                                   | 2011        | feat   |
| Noize MC            | Похуисты                          | Новый альбом                             | 2012        | feat   |
| Карандаш            | Вперёд, за баблом!                | Американщина 2                           | 2012        | feat   |
| Карандаш            | Это нормально (remix)             | Американщина 2                           | 2012        | feat   |
| Барни и Лёня        | Хореографы жизни                  | На Кассете                               | 2012        | feat   |
| Лёня                | С каждым годом их всё меньше      |                                          | 2013        | feat   |
| Тараканы!           | Самый счастливый человек на Земле | MaximumHappy II                          | 2013        | feat   |
| Барни               | Скит от Сеги                      | Посмотреть по сторонам                   | 2013        | скіт   |
| Кожаный олень       | Труба                             | Снегири и суперклей                      | 2013        | feat   |
| RasKar              | Запомни мои слова                 | Разгар                                   | 2014        | feat   |
| Барни и Лёня        | Россию не понять умом             | В корне верно                            | 2015        | feat   |
| Саша rAP            | Пока не готов (versiya 002)       | Рикки Тикки Тави                         | 2016        | feat   |
| Карандаш, Lenin     | Я и ты                            |                                          | 2016        | remix  |
| Тараканы!           | Самый счастливый человек на Земле | Larger Than… Live: 25th Anniversary Show | 2017        | feat   |
| Тараканы!           | Пыль и пепел                      | Много шума из ничего                     | 2017        | feat   |
| Animal ДжаZ         | Двое                              | Шаг Вдох: Трибьют                        | 2017        | cover  |
| Артем Пивоваров     | Хаос                              | Стихия огня                              | 2017        | feat   |
| Мэйти               | Добрая песня                      | Биголло, ч.1                             | 2018        | feat   |
| Макс Гірко          | Иди за второй                     | И в хардкоре и в радости                 | 2019        | feat   |
| Грязь               | Ты особенный                      | сингл                                    | 2019        | feat   |
| 25/17               | Жду чуда                          | Вспомнить всё. Часть 4 (1). Ковры        | 2019        | cover  |
| Муравьед Иннокентий | Дело нескольких минут             | 17 независимый баттл (3 раунд)           | 2019        | feat   |
| Louna               | Кто мы?                           | Начало нового круга                      | 2020        | feat   |
| Каста               | Орган опеки                       | Чернила осьминога (Deluxe)               | 2021        | feat   |
| Inice               | Всё хорошо (Remix)                | Наши танки уже на мосту                  | 2021        | feat   |
| Palc                | Там                               | сингл                                    | 2023        | feat   |